# Famebit
Famebit, es un sitio web el cual agrupa a muchas empresas que están buscando a personas que tengan un canal de YouTube, dispuestas a realizar una revisión de sus productos a cambio de una paga; en Famebit se encontrará cientos de tipos de productos que se pueden promocionar, como por ejemplo, de salud, belleza, tecnología, aplicaciones, móviles, software y más.
Una vez que un creador alcanza un cierto número de abonados pueden aplicar en FameBit para trabajar con las marcas. La compañía ofrece un menú de opciones y los creadores podrán ponerse en contacto con la marca y explicar por qué es una buena opción para la promoción de un determinado producto.

## Características
La compañía ofrece al creador de contenidos un menú de opciones para poder comunicarse con la marca y explicarle por qué son una buena opción para la promoción de un producto. En el futuro, esta plataforma podría incorporar su sistema a YouTube mediante unas casillas de virificación justo antes de que los influencers publiquen.
- Fue adquirido por Google con el objetivo de ayudar a aumentar el número de oportunidades de contenido de marca disponible, trayendo aún más los ingresos en la comunidad de video en línea.

- Es una plataforma de venta para influencers de distintas redes sociales y webs.

- Ofrece al creador de contenidos un menú de opciones para poder comunicarse con la marca.